# Våge (Tysnes)
Våge este o localitate din comuna Tysnes, provincia Hordaland, Norvegia, cu o suprafață de 1,03 km² și o populație de 662 locuitori (2013).